# Премія краси (фільм, 1924)
Премія краси (англ. The Beauty Prize) — американська кінокомедія режисера Ллойда Інгрехама 1924 року.

## У ролях
- Віола Дена — Конні Дюбуа
- Пет О’Меллі — Джордж Бреді
- Едді Філліпс — Едді Шварц
- Юніс Мердок Мур — мадам Естель
- Едвард Коннеллі — Па Дюбуа
- Едіт Йорк — Ма Дюбуа
- Джоан Стендінг — Лідія Дюбуа
- Фредерік Трусделл — Ерік Брендон